# Opistharsostethus javanensis
Opistharsostethus javanensis är en insektsart som beskrevs av Schmidt 1911. Opistharsostethus javanensis ingår i släktet Opistharsostethus och familjen spottstritar. Inga underarter finns listade i Catalogue of Life.